# 陳君慧
陳 君慧（ちん くんけい、1903 - 没年不明）は、中華民国の政治家・経済学者。南京国民政府（汪兆銘政権）の要人である。

## 事績
私立嶺南大学を卒業後にアメリカへ留学する。ニューヨーク大学で修士号を取得した。帰国後の1933年（民国22年）、社会調査研究所主任となる。翌年、中央研究院社会研究所専任研究員となった。
1940年（民国29年）3月、汪兆銘（汪精衛）の南京国民政府に加入し、中央政治委員会委員（以後、4期務める）、経済専門委員会主任委員となった。翌月、行政院参事庁庁長、中央銀行籌備委員会委員も兼ねている。12月、中央儲備銀行常務理事、全国経済委員会秘書長となった。翌年3月、文物委員会委員を、8月、行政院政務委員、物資統制委員会委員、糧食管理委員会委員も兼任している。12月、僑務委員会委員長に任ぜられた。
1942年（民国31年）8月、陳君慧は水利委員会委員長となる。翌1943年（民国32年）年1月13日、水利委員会と交通部が合併して建設部が新設され、陳が建設部長になった。9月、実業部部長兼全国経済委員会常務委員となる。10月、合作事業委員会委員長となる。1944年（民国33年）3月、短期間ながら糧食部部長も兼ねた（糧食部は同年4月に実業部に併合される）。7月、郷村建設実施委員会秘書長となる。
日本敗北後、陳君慧は陳公博に随従して日本へ亡命したが、10月、帰国する。陳君慧は蔣介石の国民政府により逮捕され、老虎橋監獄に収監された。後に何らかの事情で釈放され、1966年6月末時点では香港に在住していた。
その後の陳君慧の行方は、不詳である。

## 注
1. 1 2 3  徐主編(2007)、1027頁。
2. ↑  外務省アジア局監修・霞山会編(1966)、705頁。